# Collegiata di San Candido
La Collegiata di San Candido (in tedesco Stiftskirche Innichen) è una chiesa dell'omonimo comune di San Candido, in provincia di Bolzano, alla quale è annesso un complesso monastico. Fondata nell'VIII secolo e completamente ricostruita fra il XII secolo e il XIII secolo, è considerata il più importante monumento romanico del Tirolo e delle Alpi Orientali. A parte la fondamentale rilevanza della sua architettura, la chiesa conserva notevoli opere d'arte come una statua lignea del Duecento e un ciclo di affreschi della stessa epoca nella cupola centrale.

## Storia
Il nucleo originale della collegiata viene fondato nel 769: in quell'anno, il Duca di Baviera Tassilone III concede all'abate Atto di Scharnitz un tratto di terra che andava dall'attuale Monguelfo (Welsberg), ad ovest, fino all'attuale Abfaltersbach a est, a condizione che vi venisse fondato un convento di monaci benedettini per favorire la cristianizzazione dei pagani slavi allora insediati nella zona. Di questa costruzione originale, però, non restano tracce architettoniche certe.
La chiesa viene interamente ricostruita a partire dal 1140: di tale fase costruttiva rimangono oggi le mura esterne, i pilastri, le absidi e la cripta. Una seconda riedificazione si ha a partire dal 1240, quando vengono realizzate le volte della cripta e della navata, il transetto e la cupola della crociera, compresi gli affreschi raffiguranti la Storia della Creazione. Al termine di questa fase la chiesa viene consacrata a San Candido, patrono della collegiata, e a San Corbiniano, patrono dell'Arcidiocesi di Monaco e Frisinga, nel cui territorio era allora compresa la regione di San Candido. La grande torre campanaria viene invece eretta più tardi, tra il 1323 e il 1326.
L'edificio da questo momento in poi non subirà più alcun intervento o rifacimento rilevante, sia negli interni sia negli esterni, il che costituirà la sua fortuna, perché poté mantenere del tutto intatta la veste romanica assunta fra il XII secolo e il Duecento. Nel 1969 viene praticato un meticoloso restauro, che ripulisce la chiesa da tutte le sovrastrutture comunque aggiunte nel corso dei secoli, soprattutto in epoca barocca, restituisce la cripta al suo aspetto originario e riscopre gli affreschi della cupola, occultati nel tempo da uno strato di intonaco.

## Descrizione
La chiesa stupisce notevolmente per il gusto romanico di pregevolissima fattura che, assolutamente intatto, la caratterizza completamente, sia all'interno, sia all'esterno. Per questo motivo, come detto in apertura, la collegiata di San Candido è considerata il più importante monumento romanico del Tirolo e delle Alpi Orientali.

### Esterno

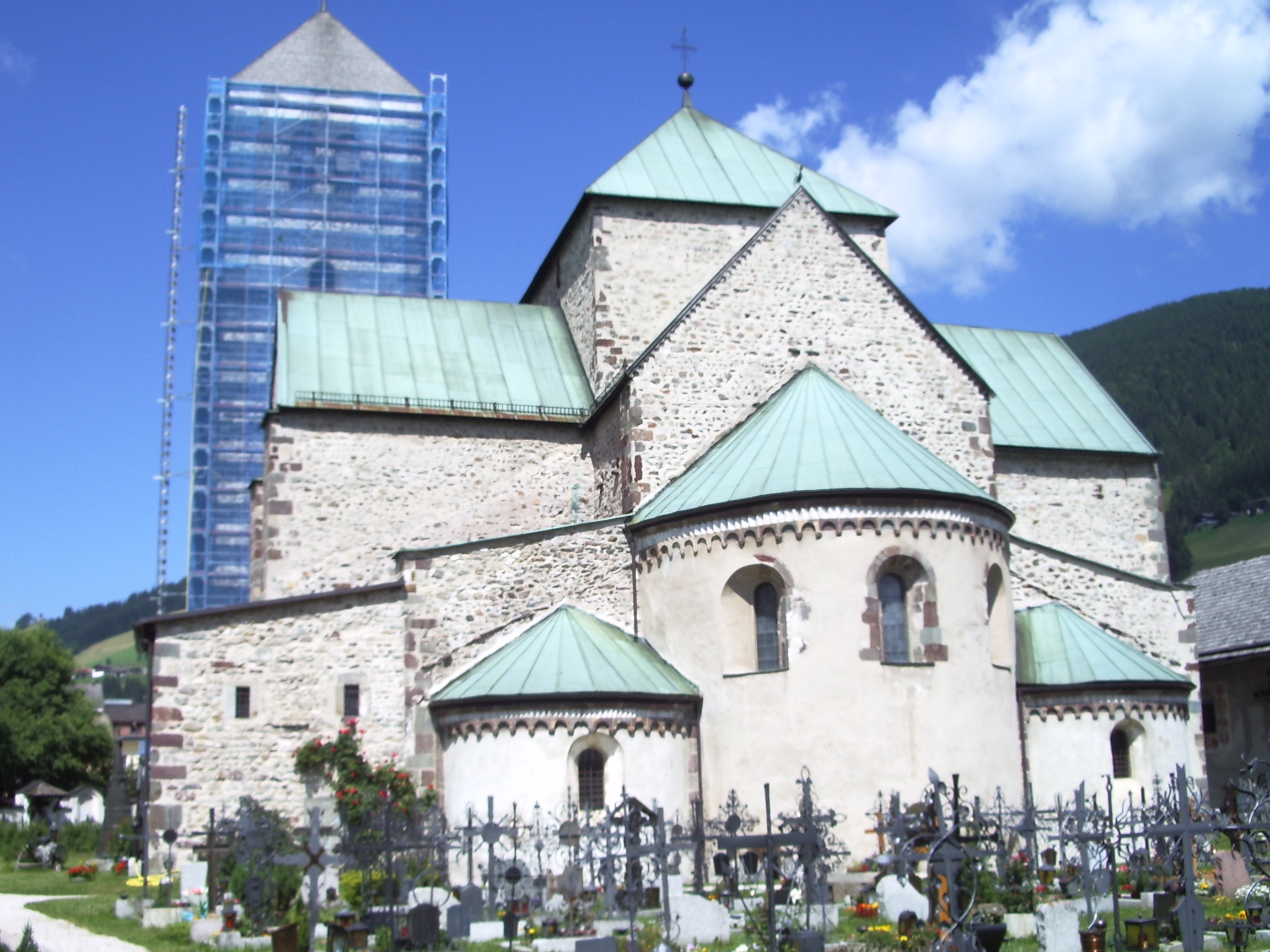
Il retro della collegiata

La facciata a capanna, molto semplice, è in blocchi di pietra a vista, così come tutto il resto dell'edificio. Sopra il portale centrale, alle due estremità laterali del prospetto, sono poste due piccole monofore, seguite da una spoglia cornicetta che divide in due la facciata. Al di sopra di questa è posto il rosone che illumina l'interno. A sinistra si eleva il massiccio campanile in pietra, di pianta quadrata, i cui lati sono segnati solamente da sottilissime monofore, una per piano, che diventano invece una finestra più larga al penultimo. L'ultimo piano, la cella campanaria, è invece aperto da due monofore per lato. La torre è infine coperta da un tetto a forma piramidale.
Di notevole impatto visivo è invece il retro della chiesa: qui, la ritmata gerarchizzazione degli spazi tipica dell'architettura romanica segue i canoni più tradizionali. L'alto corpo della crociera, cioè l'intersezione fra navata e transetto, fa da sfondo agli ambienti di sempre minore altezza che chiudono il prospetto posteriore della collegiata: prima il corpo, già più ribassato rispetto alla crociera, del presbiterio, quindi l'abside della navata centrale, dopodiché le coperture delle navate laterali e infine le absidi di queste ultime. L'ambiente coperto a sinistra, che pare essere un'ulteriore navata laterale, è invece il corpo della sagrestia. La linea di gronda delle tre absidi è decorata da un motivo ad archetti. La centrale è aperta da tre monofore, le due laterali possiedono una sola monofora al centro. Sul retro della chiesa, inoltre, si sviluppa un piccolo cimitero.
All'esterno della collegiata, sul lato nord, è posto un tabernacolo a pilastro, affrescato nel Quattrocento, mentre a pochi metri, si trova il Granaio del Capitolo, attuale sede del Museo della collegiata di San Candido.

### Interno

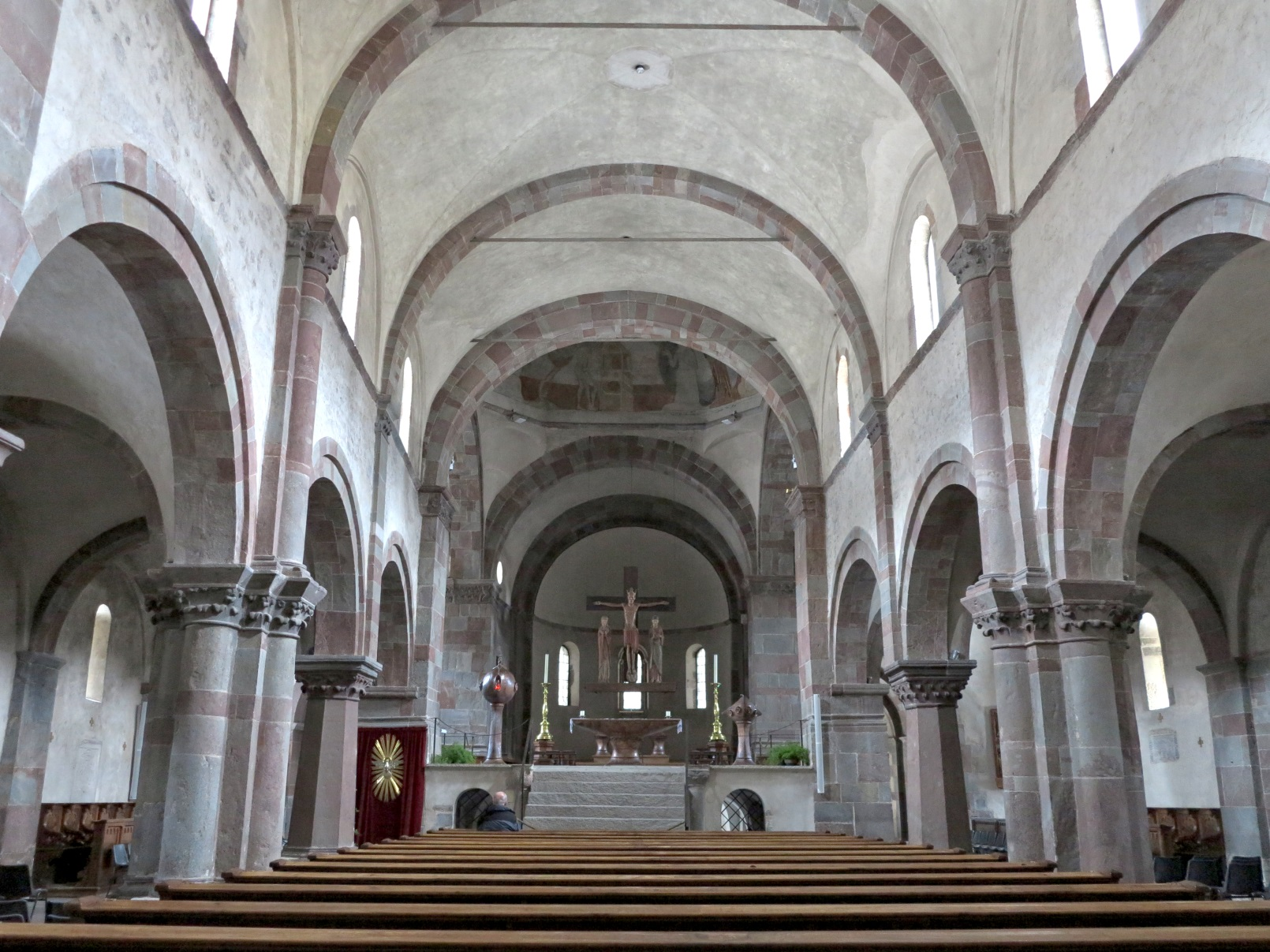
Interno

L'interno della collegiata di San Candido è impostato su una pianta a tre navate, una centrale più alta e due minori laterali, con transetto, presbiterio e absidi per ognuna delle navate. Planimetricamente, pertanto, la chiesa segue i più tradizionali canoni dell'architettura romanica. In corrispondenza della crociera, inoltre, è collocata una cripta, all'interno della quale è conservata una scultura lignea del Duecento raffigurante uno dei due santi patroni, anche se non è ben chiaro quale. La cupola della crociera, come già detto, è affrescata con scene della Storia della Creazione risalenti alla metà del Duecento.
Il grande crocifisso ligneo posto sopra l'altare è accompagnato da due figure, La tradizione le ha identificate con i due patroni (San Candido e San Corbiniano), ma ora prevale l'interpretazione che si tratti di Maria e Giovanni.

## Galleria d'immagini

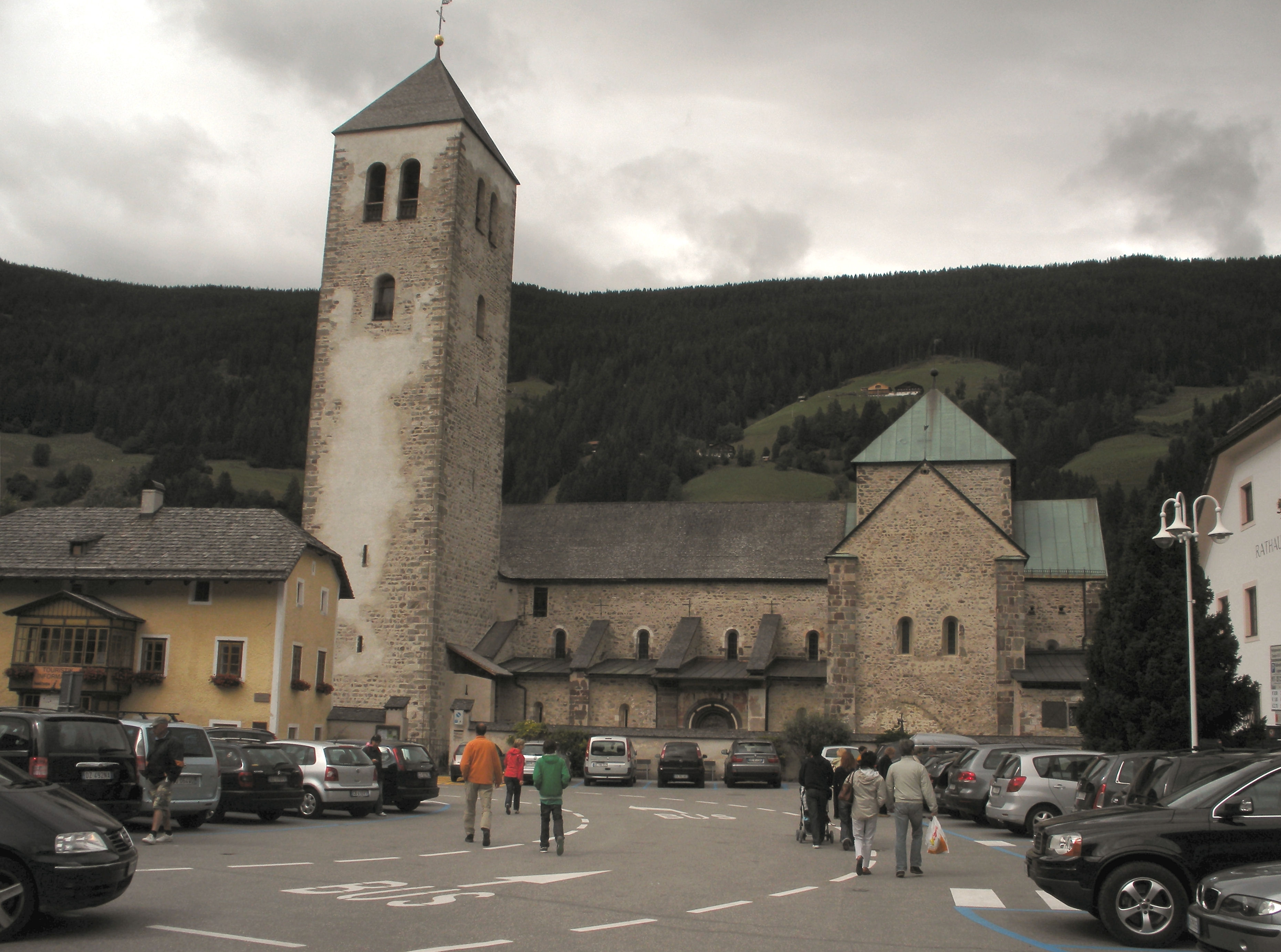
Vista laterale
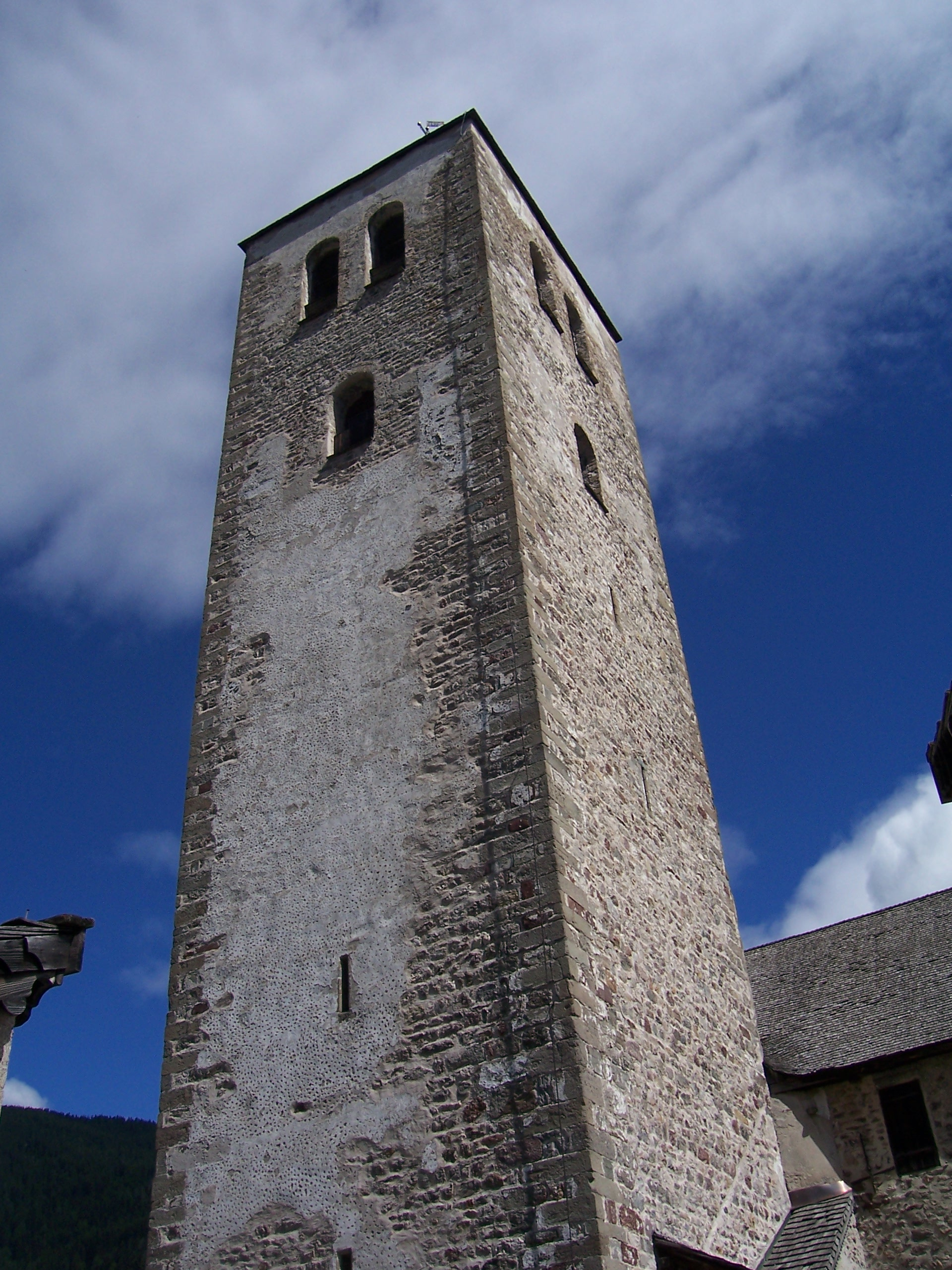
Il campanile
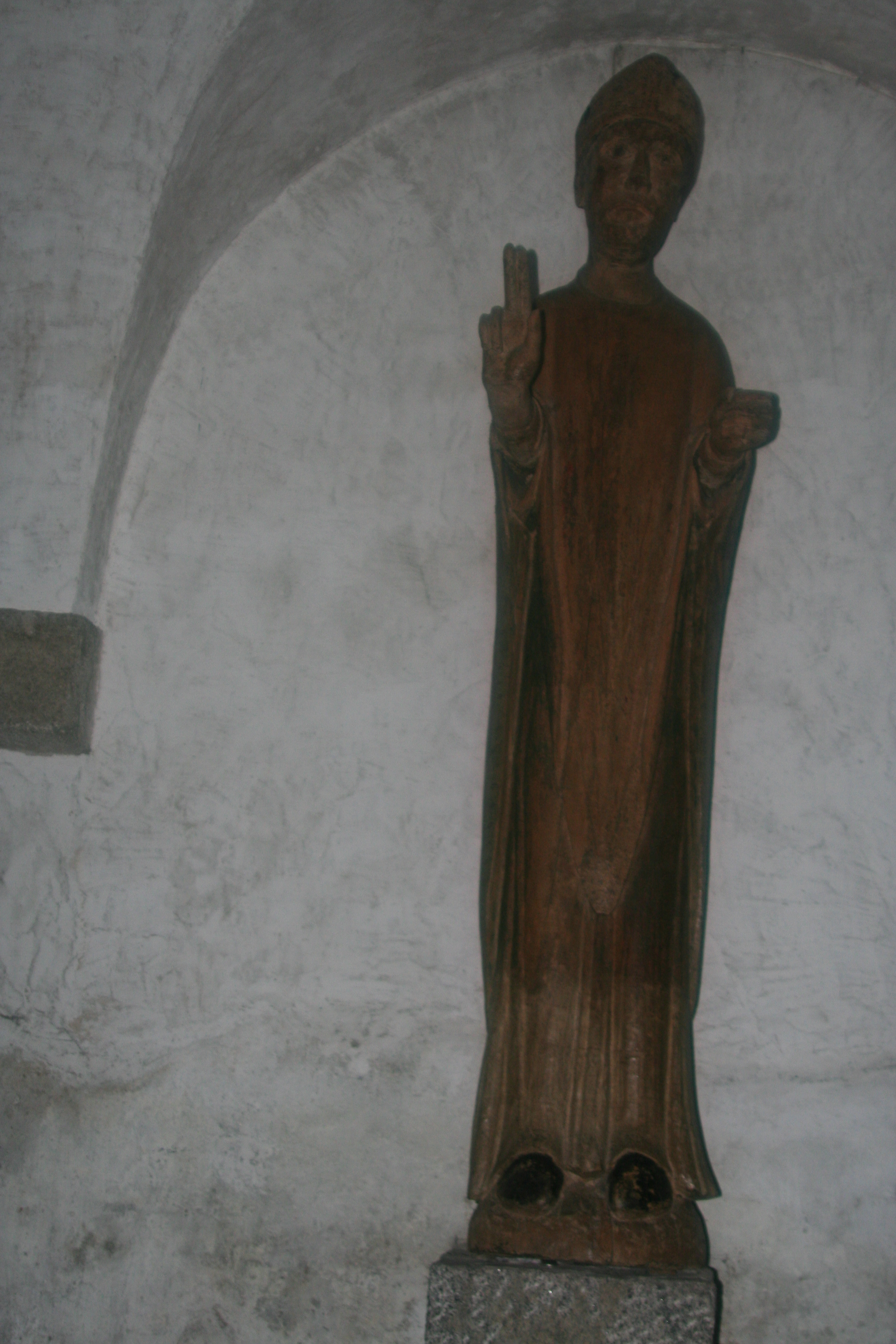
Statua supposta di San Candido o di San Corbiniano, conservata nella cripta
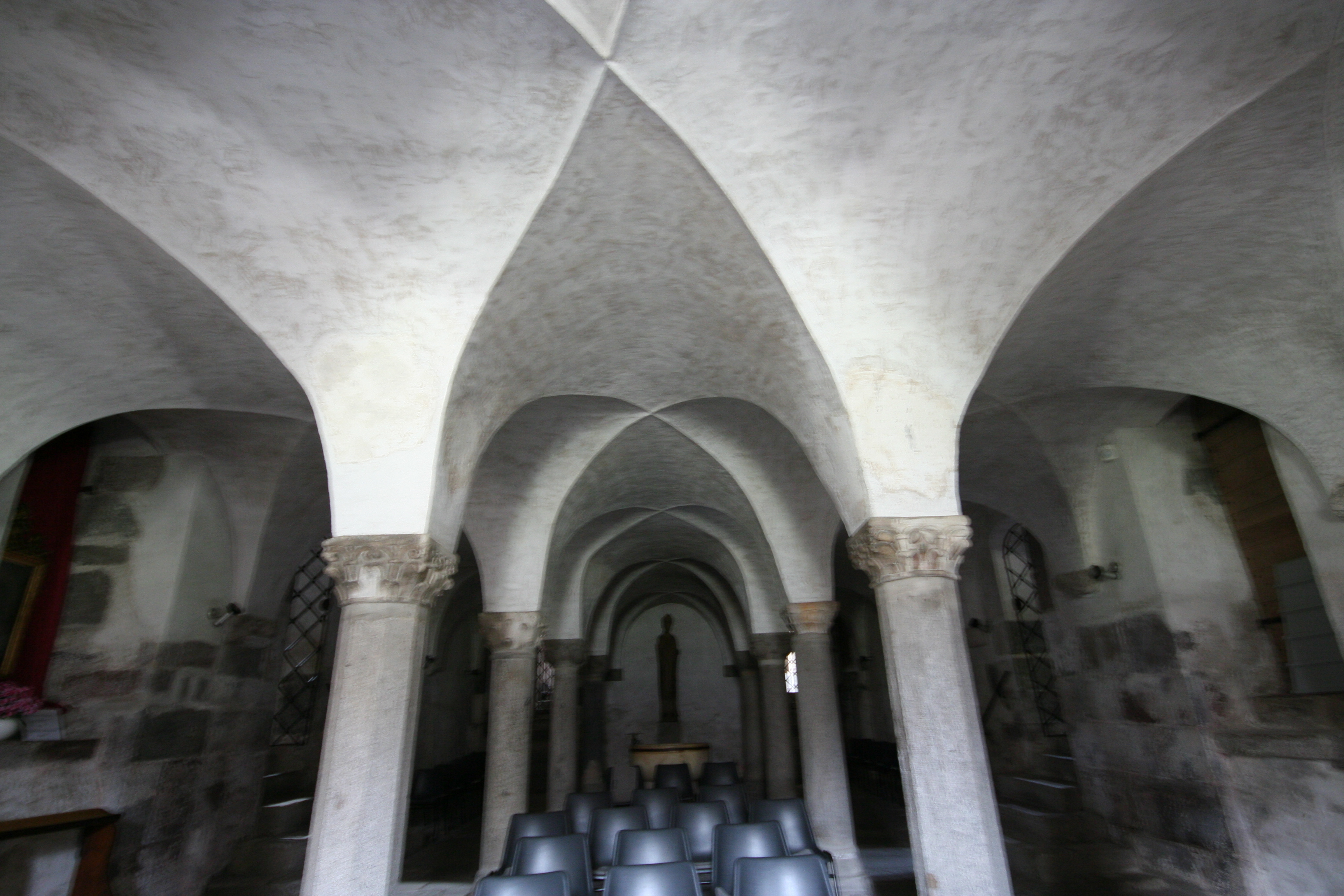
La cripta